# Franz Joseph Scheven
Franz Joseph Scheven (eigentlich Johann Joseph Franz Xaver Scheven; * 14. September 1766 in Hennef; † 13. März 1837 ebenda) war ein preußischer Landrat und Besitzer des Rittergutes Birlinghoven.

## Leben
Scheven wurde als Sohn des Advokaten Johann Wilhelm Scheven (* 1720 in Elsdorf; † 1784 in Hennef) und Anna Ursula Scheven geb. Kaufmann in Hennef geboren. Scheven war Katholik.
Scheven studierte in Bonn Rechtswissenschaft und Mathematik.

## Laufbahn
Bereits am 29. März 1784 wurde er kurpfälzisch-bayerischer Schultheiß im Amt Blankenberg. Das Amt des Schultheißes im Kirchspiel Eigen hatte er vom Vater nach dessen Tod übernommen. Am 1. Dezember 1786 wurde er als Advocatus legalis (Vogt) Rentbeamter bei der Bergischen Regierung im selben Amt. Am 8. November 1803 wurde er Verwalter der säkularisierten Abtei Heisterbach. Im Oktober 1806 kam er zur kommunalen Verwaltung im Arrondissement Mülheim am Rhein. Unter Joachim Murat, Großherzogtum Berg, wurde er im Dezember 1806 Provinzialrat im Arrondissement Mülheim. 1807–1813 war er Domäneninspektor des Rheindepartements. Ab 1814 war er Domänen-, Forst-Bergwerksrat beim Generalgouvernement in Düsseldorf.
Nach der Inbesitznahme des Rheinlandes durch das Königreich Preußen wurden 1816 in den Provinzen als mittlere Ebene zwischen den Provinzregierungen und den Bürgermeistereien die Kreise eingerichtet. Organisationskommissar Philipp von Pestel schlug Franz Joseph Scheven als Landrat für den neu geschaffenen Kreis Uckerath vor, der aus den Kantonen Eitorf und Hennef gebildet wurde. Er wurde am 10. Mai 1816 zunächst Landrat in Uckerath, 1820 zusätzlich Landrat des Kreises Siegburg. 1825 wurden die beiden Kreise zum Siegkreis vereint. Der bisherige Landrat des Kreises Siegburg, Ludwig Eberhard Freiherr von Hymmen, übernahm den Landkreis Bonn. Siegburg wurde zwar Sitz des Kreises, doch Scheven beließ den Sitz der Verwaltung an seinem Wohnsitz Heymershof in Hennef. Am 24. November 1834 wurde Scheven der Rote Adlerorden III. Klasse verliehen. Am 2. Januar 1837 bat er um seine Pensionierung; kurz darauf starb er in Hennef, bevor er den Dienst verlassen hat. Sein Nachfolger wurde der Kreisdeputierte Maximilian Freiherr von Loë.

## Familie
Scheven heiratete Godefriede Henrietta Maria Josefa Freiin de Martial (* 24. Oktober 1766 in Birlinghoven; † 19. März 1840 in Hennef) von Burg Birlinghoven am 20. Juli 1792 in Stieldorf. Josepha de Martial stammte aus der ersten Ehe des Vaters (Freiherr Carl Georg de Martial) mit Gertrud Thurn. Damit wurde Scheven 1795 Mitbesitzer von Burg Birlinghoven.